# Mammillaria sempervivi
Mammillaria sempervivi är en kaktusväxtart som beskrevs av Dc. Mammillaria sempervivi ingår i släktet Mammillaria och familjen kaktusväxter. Inga underarter finns listade i Catalogue of Life.

## Bildgalleri

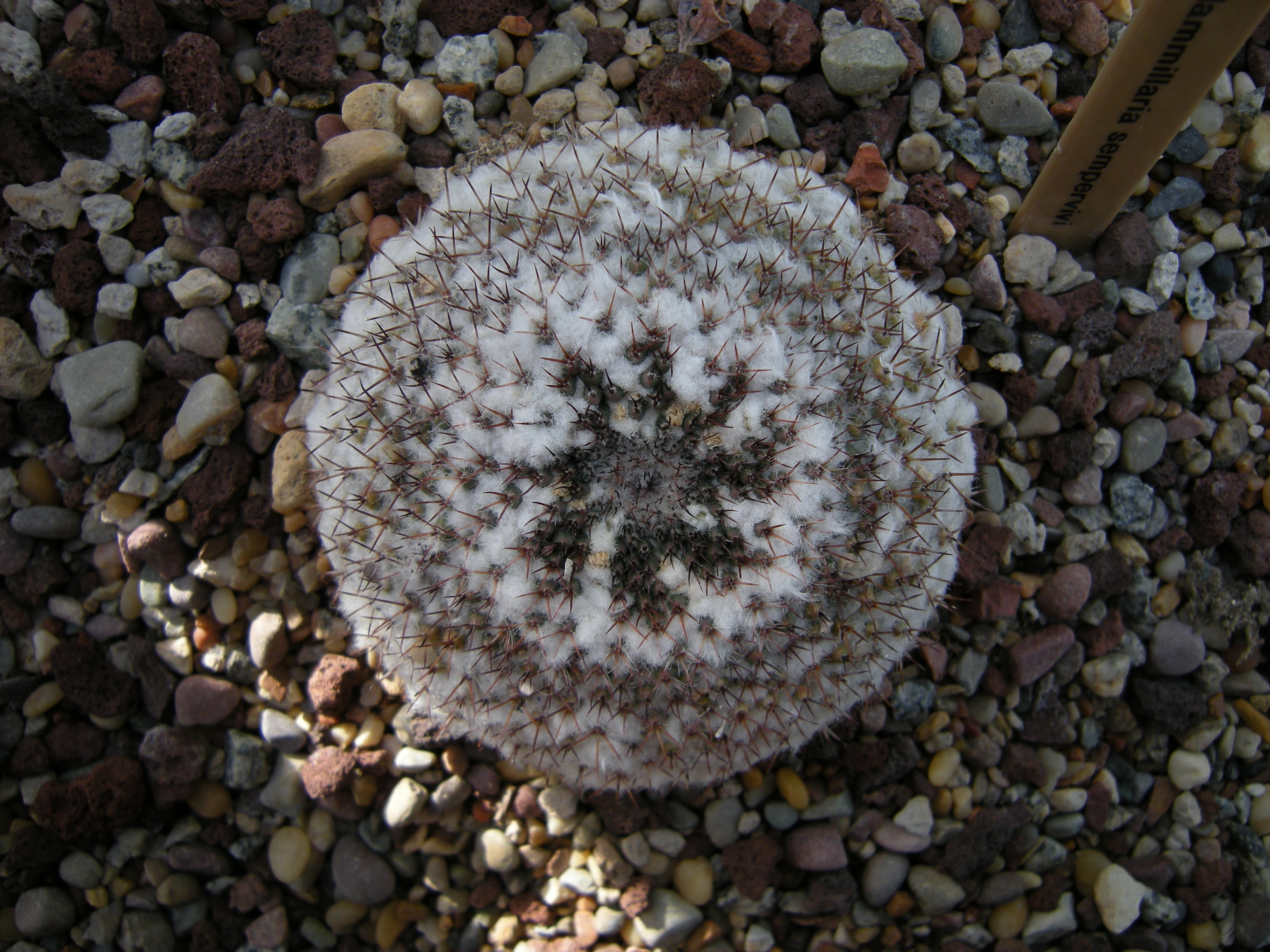
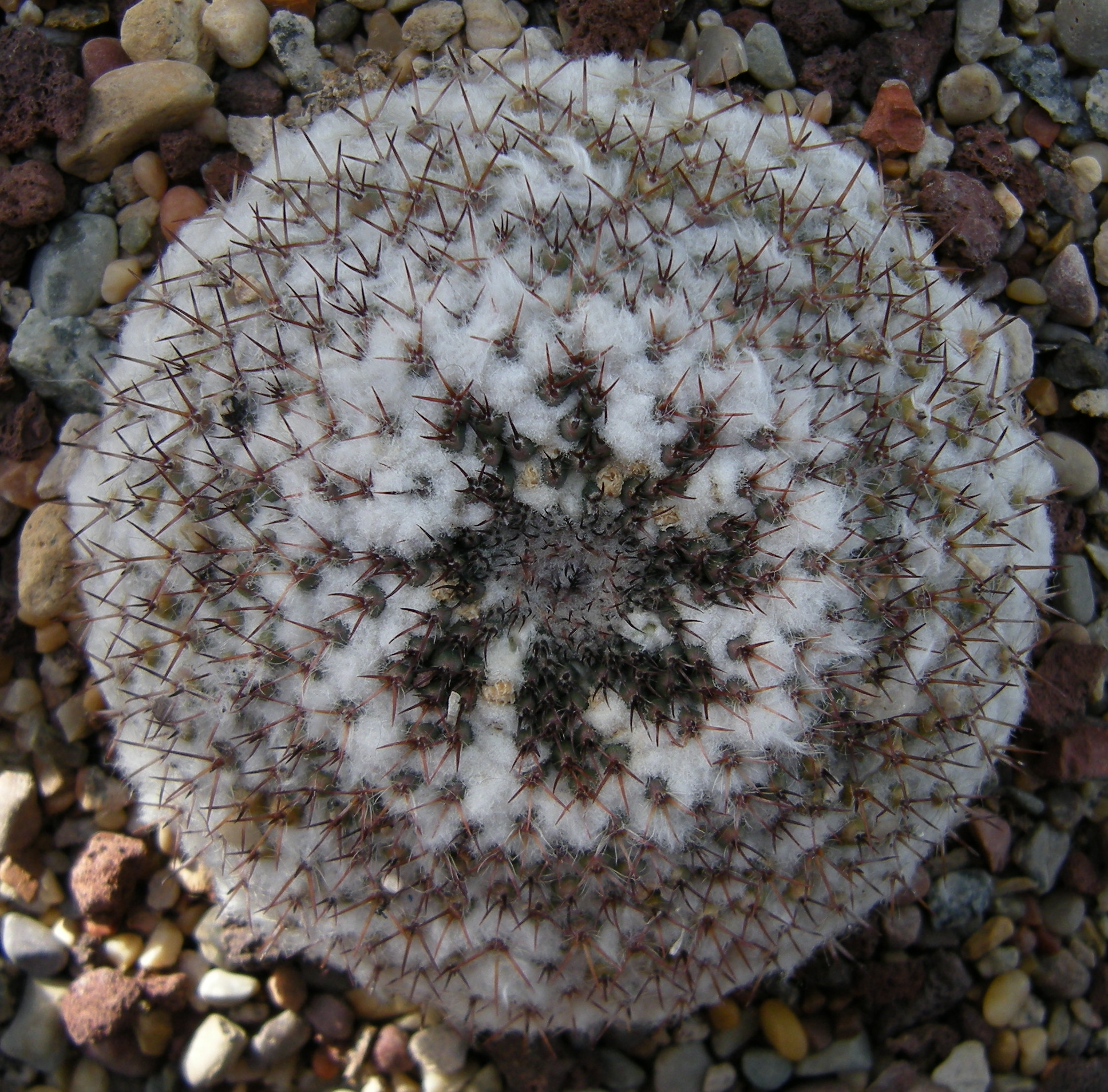
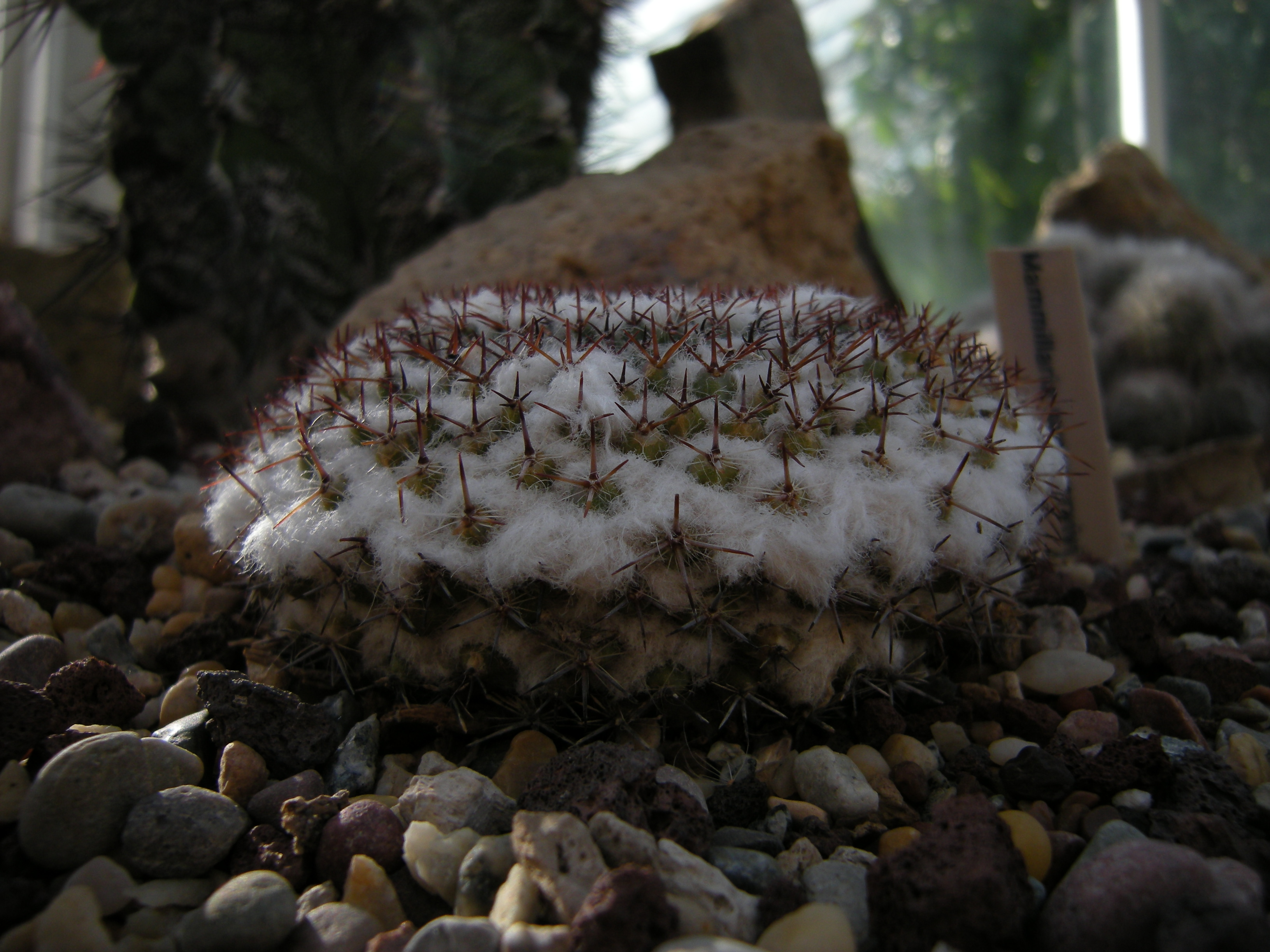
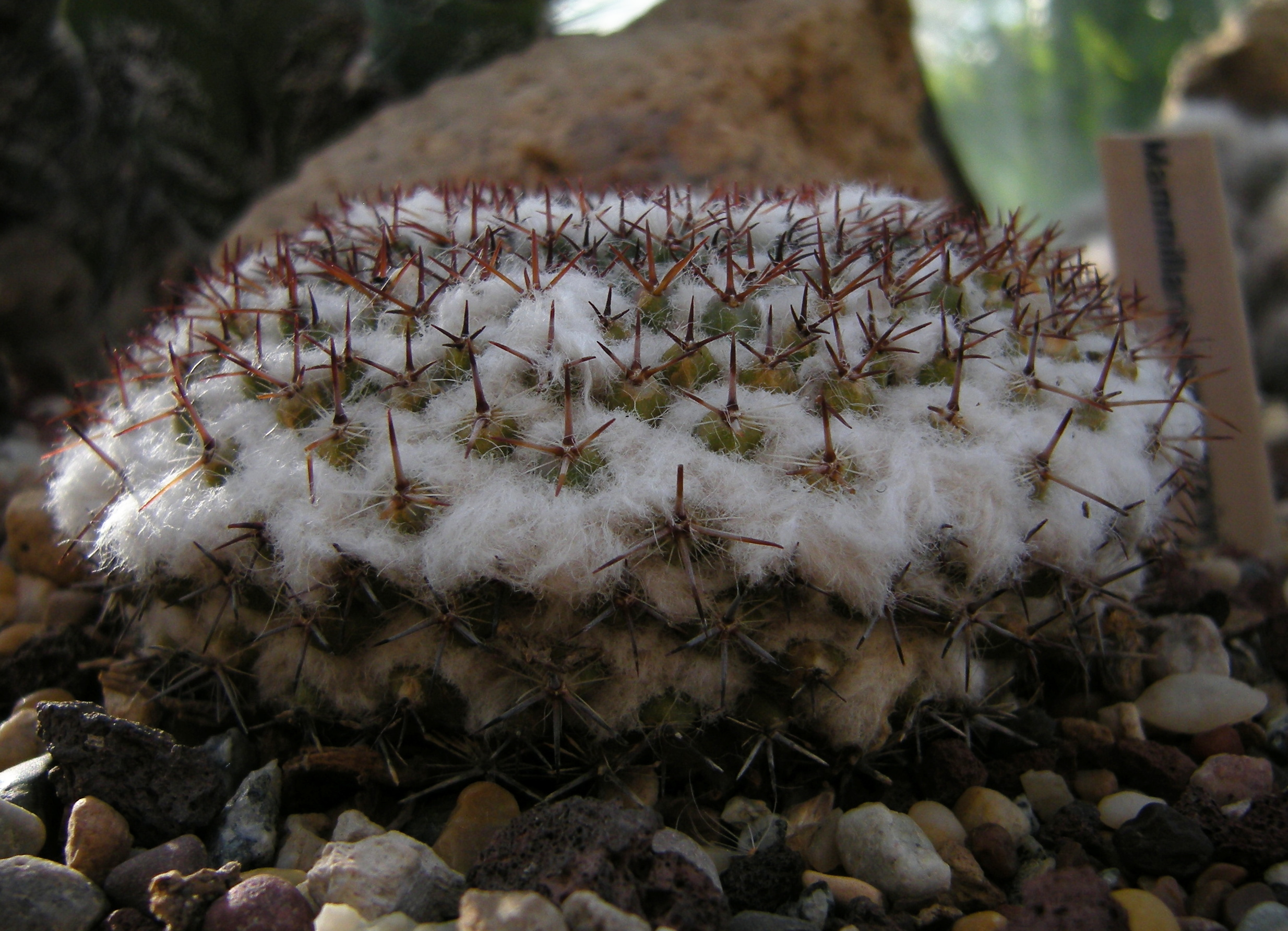
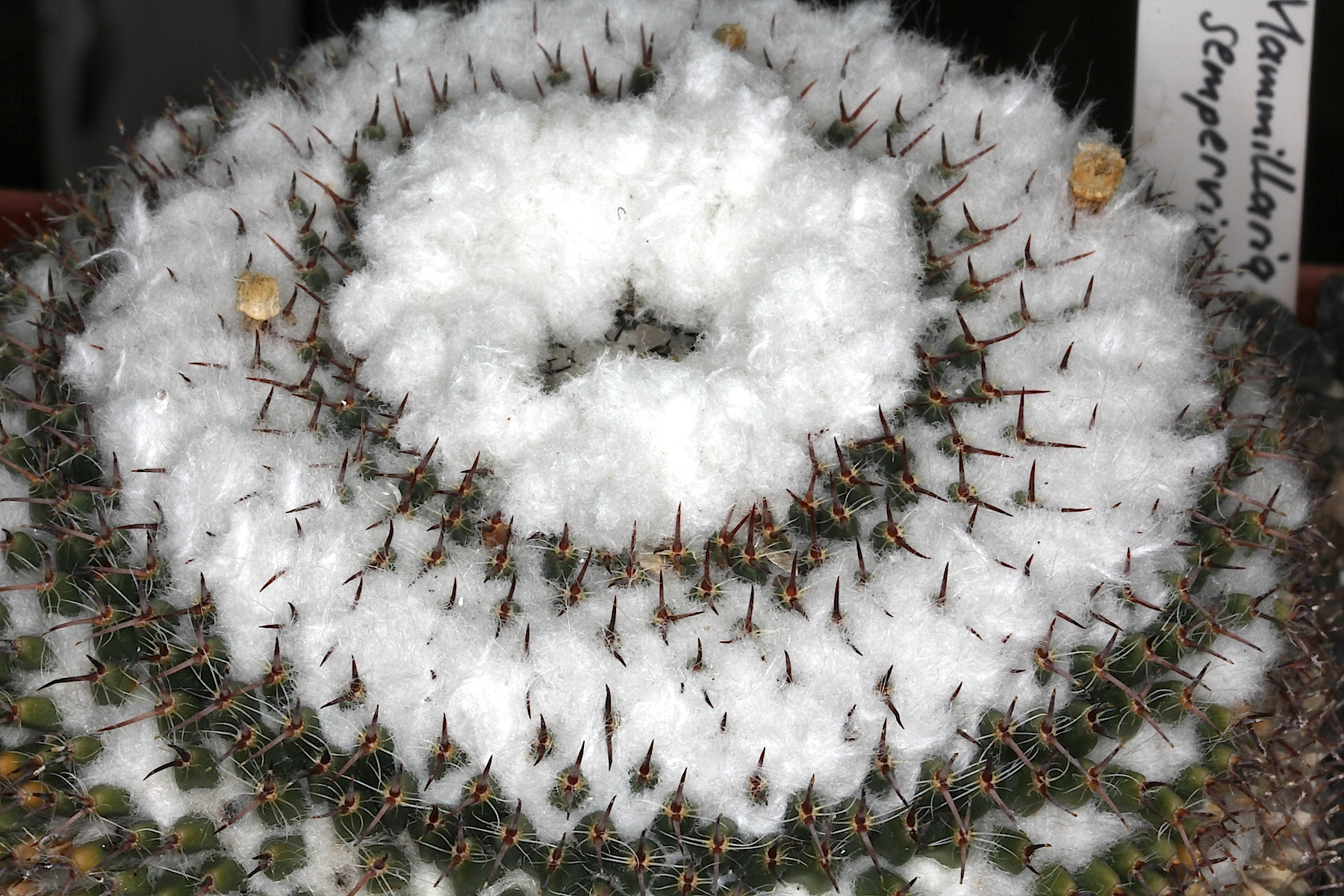